# حوزه نفوذ سیاره
حوزهٔ نفوذ سیاره یا کرهٔ نفوذ (انگلیسی: Sphere of influence) یا (SOI) در اخترپویاشناسی، ناحیه‌ای گوی‌وار در اطراف یک جرم آسمانی است که در آن تأثیر گرانشی اولیه بر یک جسم در حال چرخش همان جسم است. این معمولاً برای توصیف مناطقی در منظومه شمسی استفاده می‌شود که در آن سیاره‌ها بر مدار اجرام دیگر پیرامون خود مانند قمرها، تسلط دارند؛ و این علی‌رغم وجود خورشید بسیار پرجرم‌تر، اما دور است. در تقریب مخروطی وصله‌ای، که در تخمین مسیر اجسام در حال حرکت بین همسایگی‌های جرم‌های مختلف با استفاده از تقریب دو جسم، بیضی‌ها و هذلولی‌ها استفاده می‌شود، SOI به عنوان مرزی در نظر گرفته می‌شود که در آن مسیر - مسیر تحت تأثیر کدام میدان جرم قرار می‌گیرد.
معادلهٔ کلی که شعاع کرهٔ نفوذ {\displaystyle r_{SOI}}r_{SOI} یک سیاره را توصیف می‌کند:
{\displaystyle r_{SOI}\approx a\left({\frac {m}{M}}\right)^{2/5}}
که در اینجا:
{\displaystyle a}  نیم محور اصلی مدار جسم کوچکتر (معمولاً یک سیاره) به دور جسم بزرگتر (معمولا خورشید) است.
{\displaystyle m} و {\displaystyle M} جرم‌های کوچکتر و بزرگتر (معمولا یک سیاره و خورشید) هستند.
در تقریب با مقاطع مخروطی، هنگامی که یک جسم از کرهٔ SOI سیاره خارج می‌شود، اولین/تنها تأثیر گرانشی خورشید است؛ (تا زمانی که جسم وارد کرهٔ نفوذ جسم دیگری شود). از آنجایی که تعریف rSOI متکی بر حضور خورشید و یک سیاره است، این اصطلاح فقط در یک سیستم سه جسم یا بیشتر، قابل استفاده است و به جرم نیاز دارد.

## جدول شعاع‌های کرهٔ نفوذ چند سیاره
جدول مقادیر کرهٔ نفوذ گرانش اجرام منظومه شمسی را نسبت به خورشید (به استثنای ماه که نسبت به زمین گزارش شده‌است) نشان می‌دهد: